# Heleophryne orientalis
Heleophryne orientalis är en groddjursart som beskrevs av FitzSimons 1946. Heleophryne orientalis ingår i släktet Heleophryne och familjen Heleophrynidae. IUCN kategoriserar arten globalt som livskraftig. Inga underarter finns listade i Catalogue of Life.